# Best Friend (50 Cent)
"Best Friend" is de derde single van de soundtrack van de film Get Rich or Die Tryin'  (Get Rich or Die Tryin' (soundtrack)) van 50 Cent. De remix van de track is met Olivia, hoewel deze niet op de soundtrack zelf staat. De track zou ook verschijnen op Behind Closed Doors, het G-Unit Records debuutalbum van Olivia, maar het album werd uitgesteld en later geschrapt, aangezien Olivia uit G-Unit werd gezet. Het nummer piekte op #35 in de Billboard Hot 100.

## Charts
| Chart                               | Hoogste positie |
| ----------------------------------- | --------------- |
| Portugese Single Top 50             | 48              |
| VS Billboard Hot 100                | 35              |
| VS Hot R&B/Hip-Hop Singles & Tracks | 22              |
| VS Hot Rap Tracks                   | 10              |

| "Best Friend Remix" in de Billboard Hot 100 | "Best Friend Remix" in de Billboard Hot 100 | "Best Friend Remix" in de Billboard Hot 100 | "Best Friend Remix" in de Billboard Hot 100 | "Best Friend Remix" in de Billboard Hot 100 | "Best Friend Remix" in de Billboard Hot 100 | "Best Friend Remix" in de Billboard Hot 100 | "Best Friend Remix" in de Billboard Hot 100 | "Best Friend Remix" in de Billboard Hot 100 | "Best Friend Remix" in de Billboard Hot 100 | "Best Friend Remix" in de Billboard Hot 100 | "Best Friend Remix" in de Billboard Hot 100 | "Best Friend Remix" in de Billboard Hot 100 | "Best Friend Remix" in de Billboard Hot 100 | "Best Friend Remix" in de Billboard Hot 100 | "Best Friend Remix" in de Billboard Hot 100 |
| Week                                        | 1                                           | 2                                           | 3                                           | 4                                           | 5                                           | 6                                           | 7                                           | 8                                           | 9                                           | 10                                          | 11                                          | 12                                          | 13                                          | 14                                          | 15                                          |
| ------------------------------------------- | ------------------------------------------- | ------------------------------------------- | ------------------------------------------- | ------------------------------------------- | ------------------------------------------- | ------------------------------------------- | ------------------------------------------- | ------------------------------------------- | ------------------------------------------- | ------------------------------------------- | ------------------------------------------- | ------------------------------------------- | ------------------------------------------- | ------------------------------------------- | ------------------------------------------- |
| Nummer                                      | 72                                          | 60                                          | 60                                          | 56                                          | 62                                          | 56                                          | 54                                          | 42                                          | 38                                          | 35                                          | 38                                          | 44                                          | 57                                          | 83                                          | 91                                          |